# Sarab-e Taveh
Sarāb-e Tāveh o Sarāb Tāveh-ye Bālā (farsi سَرابِ طاوِه) è una città dello shahrestān di Boyer Ahmad, circoscrizione di Centrale, nella provincia di Kohgiluyeh e Buyer Ahmad. Aveva, nel 2006, 5.590 abitanti.